# Столкновение над Южной Атлантикой
Столкновение над Южной Атлантикой — авиационная катастрофа, произошедшая в субботу 13 сентября 1997 года. В небе над Атлантическим океаном в 65 милях к западу от побережья Намибии столкнулись Ту-154М ВВС Германии (рейс GAF 074 Кёльн/Бонн—Ниамей—Виндхук—Кейптаун) и C-141B ВВС США (рейс REACH 4201 Виндхук—Остров Вознесения—Нью-Джерси). Погибли все находившиеся на обоих самолётах 33 человека (24 на Ту-154M и 9 на C-141B).

## Самолёты
Ту-154М с заводским номером 89A-813 и серийным 08-13 был выпущен Куйбышевским авиазаводом в 1989 году и далее передан ВВС ГДР, где получил бортовой номер DDR-SFB. Его три двухконтурных турбореактивных двигателя были модели Д-30КУ-154-II. Через год Ту-154 перешёл в ВВС объединённой Германии (Люфтваффе), где получил бортовой номер 11+02.
C-141B с заводским номером 300-6142 был выпущен компанией Lockheed Martin в 1966 году и поступил в ВВС США. Его четыре турбовентиляторных двигателя были модели Pratt & Whitney TF33-P-7. Общая наработка самолёта составляла 36 430 часов.

## Катастрофа
Немецкий Ту-154 с позывными GAF 074 выполнял перелёт из Бонна (Германия) в Кейптаун (ЮАР) с промежуточными посадками в Ниамее (Нигер) и Виндхуке (Намибия). Экипаж состоял из 10 человек, лётный экипаж имел опыт работы от 3947 до 7369 часов, в том числе у каждого было более 200 лётных часов на Ту-154. Также на борту находились 12 немецких пехотинцев, которые следовали в ЮАР для участия в регате, посвящённой 75-летию южноафриканского флота, при этом двое взяли с собой жён. Согласно согласованному за месяц до этого плану полёта из Ниамея в Виндхук, немецкий самолёт должен был сперва подняться до эшелона 350 (35 тысяч футов или 10,67 км), а далее подниматься до эшелона 390 (39 тысяч футов или 11,89 км). В 10:35 UTC Ту-154 вылетел из международного аэропорта имени Амани Диори и вскоре занял эшелон 350. При проходе воздушного пространства Габона экипаж получил указание изменить курс, следуя при этом не на юго-юго-запад, а на юго-юго-восток. Запросов на подъём до эшелона 390 экипаж не подавал. Вскоре экипаж перешёл на связь с диспетчерским центром в Лубанго.
Американский C-141 ранее доставил в Намибию группу солдат и гуманитарный груз, а теперь возвращался на авиабазу Макгвайр (США) с промежуточной посадкой на острове Вознесения. На борту находились 9 членов экипажа. В 14:11 UTC (16:11 по местному времени) под позывными REACH 4201 самолёт вылетел из аэропорта Хосеа Кутако и вскоре занял предписанный ему по плану полёта эшелон 350. На протяжении дальнейшего полёта американский экипаж сохранял связь с диспетчерским центром в Виндхуке.
Примерно в 15:10 UTC (17:10 местного времени) Ту-154 продолжал полёт на эшелоне 350 и только вошёл в воздушное пространство Намибии, а экипаж собирался переходить на связь с диспетчерским центром в Виндхуке. Как неожиданно кто-то в кабине увидел летящий им навстречу самолёт, после чего экипаж попытался уйти от столкновения. Но через несколько секунд в точке 18°48′ ю. ш. 11°18′ в. д.  в 65 морских милях от африканского побережья Туполев врезался в нижнюю часть Локхида. Раздался взрыв, вспышку которого даже зафиксировали разведывательные спутники США. Экипаж C-141 успел объявить сигнал бедствия, услышанный французским самолётом, после чего оба самолёта рухнули в океан. Все 33 человека в обоих самолётах погибли.

## Причины
Основной причиной катастрофы стала ошибка немецкого экипажа, который продолжал сохранять эшелон полёта 350, вместо подъёма до назначенного эшелона 390. Существенным фактором стали нарушения в организации управлением воздушным движением в данном регионе, в частности указанные в планах полётов эшелоны 350 и 390 не соответствовали правилам Международной организации гражданской авиации. Также катастрофе способствовало и плохое взаимодействие между диспетчерскими центрами в Лубанго и Виндхуке. То, что на обоих самолётах отсутствовало оборудование TCAS, по мнению комиссии, не являлось причиной катастрофы или сопутствующим фактором, но её наличие могло бы предотвратить столкновение.